# سپیده بابایی
سپیده بابایی (زاده ۲۴ بهمن ۱۳۶۸ در قائم‌شهر استان مازندران) عضو تیم ملی کشتی آلیش زنان اهل ایران است.
وی در مسابقات قهرمانی آسیا موفق به کسب ۴ مدال نقره شده‌است. از جمله دستاوردهای دیگر بابایی می‌توان به کسب مدال طلا در مسابقات جایزه بزرگ ارکینبایف در کشور قرقیزستان ۲۰۲۱ اشاره کرد.

## افتخارات
- کسب مدال نقره مسابقات قهرمانی آسیا قزاق کوراش ازبکستان ۲۰۲۳.[۹][۱۰]
- کسب مدال نقره مسابقات قهرمانی آسیا کشتی آلیش کلاسیک ازبکستان ۲۰۲۳.[۱۱][۱۲]
- کسب مدال نقره مسابقات قهرمانی آسیا کشتی آلیش کلاسیک قرقیزستان ۲۰۲۲.[۱۳]
- کسب مدال نقره مسابقات قهرمانی آسیا کشتی آلیش آزاد قرقیزستان ۲۰۲۲.[۱۳]
- کسب مدال طلا مسابقات جهانی کشتی آلیش کلاسیک در ترکیه ۲۰۲۱.[۱۴]
- کسب مدال برنز مسابقات جهانی کشتی آلیش آزاد در ترکیه ۲۰۲۱.[۱۴]
- کسب مدال طلا مسابقات جایزه بزرگ ارکینبایف قرقیزستان در سال ۲۰۲۱.[۵]

## اهدای مدال
- وی پس از نایب قهرمانی در مسابقات قهرمانی آسیا ازبکستان ۲۰۲۳،‌ مدال خود را به حسن طهرانی‌مقدم تقدیم کرد.[۱۵][۱۶][۱۷][۱۸][۱۹][۲۰]